# Biagio Gambaro
Biagio Gambaro (Napoli, 2 febbraio 1650 – Cerreto Sannita, 16 ottobre 1721) è stato un vescovo cattolico italiano.

## Biografia

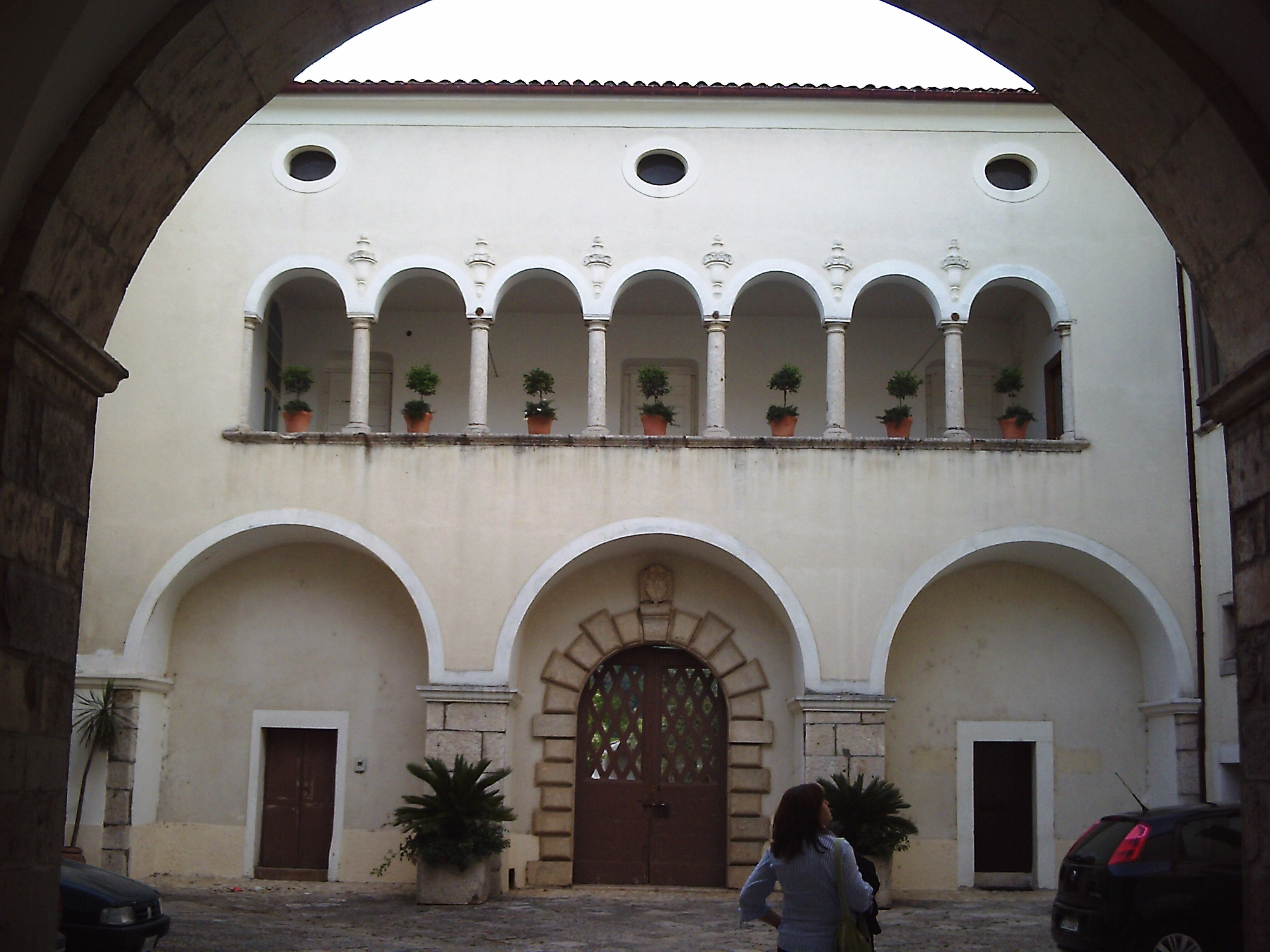
Scorcio del cortile interno del palazzo episcopale di Cerreto Sannita, completato da mons. Gambaro.

Nacque nel 1650 a Napoli da una nobile famiglia.
Il 19 marzo 1673 fu ordinato sacerdote dopo aver conseguito la laurea in diritto canonico e civile.
Nel 1678 fu nominato rettore della chiesa di Santa Maria in Cosmedin in Napoli che costituiva una delle sette diaconie cittadine (istituzioni assistenziali in cui si celebrava l'antico rito greco). Nel documento di nomina il cardinale Innico Caracciolo così si espresse: «perpensis vita, moribus, aetate, idoneitate, doctrina, prudentia, peritia in Verbum Dei annuntiando; prout propriis auribum etiam audivimus, allisque requisitis; eum collaudavimus, et non sine peculiari animi nostri laetitia idoneum reputavimus [...]» (dopo aver considerato la vita, il comportamento, l'età, l'indoneità, l'apprendimento, la prudenza e la competenza nella proclamazione della Parola di Dio, come anche le proprie orecchie hanno sentito, possiede i requisiti necessari a tale ufficio [...]).
Il 22 dicembre 1693 fu designato vescovo di Telese o Cerreto da papa Innocenzo XII e pochi giorni dopo, il 27 dicembre, fu consacrato a tale ufficio.
Nella diocesi si adoperò principalmente per continuare la ricostruzione delle architetture religiose distrutte dal terremoto del 5 giugno 1688 e per riformare il clero ed i capitoli delle chiese adottando nuovi Statuti o riformando e approvando gli antichi.
Portò a termine il palazzo episcopale di Cerreto Sannita, iniziato dal predecessore Giovanni Battista de Bellis, e continuò i lavori di edificazione della Cattedrale che, anche se ancora incompleta, venne da lui consacrata nella ricorrenza della festività della Santissima Trinità del 1698.
Nel 1696 chiese un prestito di 1.000 ducati per avviare i lavori di costruzione del seminario diocesano di Cerreto Sannita. Nella lettera in cui chiese il prestito scrisse che «l'animo mio si rattrista massimamente che la Diocesi è piena d'ignoranza a causa della mancanza del Seminario».
Nell'estate del 1704, durante una visita nella chiesa di Santa Maria della Strada in San Lorenzo Maggiore, trovò i contadini in lacrime a causa della siccità che stava sterminando il raccolto. Fece subito portare in processione l'antica icona della Madonna della Strada, tanto cara ai laurentini, e dopo non molto venne a piovere tra le manifestazioni di giubilo degli astanti.
Il 15 ottobre 1721, il giorno prima di morire, dettò le sue volontà testamentarie al notaio Ettore Cappella di Cerreto. Egli dispose che le sue suppellettili fossero trasportate nella sacrestia della cattedrale per essere usate a discrezione del capitolo.
Fu il primo vescovo ad essere sepolto nella nuova cattedrale di Cerreto Sannita, dato che il predecessore era stato seppellito nella chiesa di Sant'Antonio.

## Genealogia episcopale
La genealogia episcopale è:
- Cardinale Scipione Rebiba
- Cardinale Giulio Antonio Santori
- Vescovo Placido della Marra
- Cardinale Melchior Khlesl
- Cardinale Giovanni Battista Maria Pallotta
- Cardinale Pietro Vidoni
- Cardinale Galeazzo Marescotti
- Vescovo Biagio Gambaro